# Brittiska mästerskapet 1892/1893
Brittiska mästerskapet 1892/1893 var den 10:e upplagan av Brittiska mästerskapet i fotboll. 

## Tabell
| Nr | Lag       | S | V | O | F | GM | IM | MS  | P |
| -- | --------- | - | - | - | - | -- | -- | --- | - |
| 1  | England   | 3 | 3 | 0 | 0 | 17 | 3  | +14 | 6 |
| 2  | Skottland | 3 | 2 | 0 | 1 | 16 | 6  | +10 | 4 |
| 3  | Irland    | 3 | 1 | 0 | 2 | 6  | 15 | −9  | 2 |
| 4  | Wales     | 3 | 0 | 0 | 3 | 3  | 18 | −15 | 0 |

## Matcher
|  | 25 februari 1893 | England                                                              | 6 – 1 | Irland          | Wellington Road |            |
|  |                  | Walter Gilliat ×3 Gilbert Smith William Winckworth Rupert Sandilands |       | George Gaffikin | Birmingham      | Birmingham |
|  |                  |                                                                      |       |                 | Birmingham      | Birmingham |
|  |                  |                                                                      |       |                 | Birmingham      | Birmingham |

|  | 13 mars 1893 | England                                                                   | 6 – 0 | Wales | Victoria Ground |       |
|  |              | Fred Spiksley ×2 Billy Bassett Johnny Goodall Jack Reynolds Joe Schofield |       |       | Stoke           | Stoke |
|  |              |                                                                           |       |       | Stoke           | Stoke |
|  |              |                                                                           |       |       | Stoke           | Stoke |

|  | 18 mars 1893 | Wales | 0 – 8   | Skottland                                                                  | Racecourse Ground                                      |                                                        |
|  |              |       | (0 – 5) | 4′, 20′, 47′, 89′ Jake Madden 25′, 30′, 40′ John Barker 65′ William Lambie | Wrexham Publik: 4 500 Domare: William Stacey (England) | Wrexham Publik: 4 500 Domare: William Stacey (England) |
|  |              |       |         |                                                                            | Wrexham Publik: 4 500 Domare: William Stacey (England) | Wrexham Publik: 4 500 Domare: William Stacey (England) |
|  |              |       |         |                                                                            | Wrexham Publik: 4 500 Domare: William Stacey (England) | Wrexham Publik: 4 500 Domare: William Stacey (England) |

|  | 25 mars 1893 | Skottland                                                                                           | 6 – 1   | Irland              | Celtic Park                                        |                                                    |
|  |              | William Sellar 10′, 27′ Sam Torrans 20′ (sjm.) Sandy McMahon 28′ James Kelly 60′ James Hamilton 70′ | (4 – 1) | 44′ George Gaffikin | Glasgow Publik: 12 000 Domare: John Taylor (Wales) | Glasgow Publik: 12 000 Domare: John Taylor (Wales) |
|  |              | |         |                     | Glasgow Publik: 12 000 Domare: John Taylor (Wales) | Glasgow Publik: 12 000 Domare: John Taylor (Wales) |
|  |              | |         |                     | Glasgow Publik: 12 000 Domare: John Taylor (Wales) | Glasgow Publik: 12 000 Domare: John Taylor (Wales) |

|  | 1 april 1893 | England                                                                          | 5 – 2 | Skottland               | Richmond Athletic Ground                                   |                                                            |
|  |              | Robert Gosling 15′ George Cotterill 65′ Fred Spiksley 75′, 80′ Jack Reynolds 86′ |       | 20′, 47′ William Sellar | London Publik: 16 000 Domare: John Charles Clegg (England) | London Publik: 16 000 Domare: John Charles Clegg (England) |
|  |              |                                                                                  |       |                         | London Publik: 16 000 Domare: John Charles Clegg (England) | London Publik: 16 000 Domare: John Charles Clegg (England) |
|  |              |                                                                                  |       |                         | London Publik: 16 000 Domare: John Charles Clegg (England) | London Publik: 16 000 Domare: John Charles Clegg (England) |

|  | 8 april 1893 | Irland                     | 4 – 3 | Wales                       | Solitude |         |
|  |              | Jack Peden ×3 James Wilton |       | ×2 George Owen William Owen | Belfast  | Belfast |
|  |              |                            |       |                             | Belfast  | Belfast |
|  |              |                            |       |                             | Belfast  | Belfast |